# Hector Nava
Hector Nava (Buenos Aires, 1873 – Roma, 1940) è stato un pittore argentino, di origine italiana, inquadrato dalla critica fra gli artisti sudamericani più considerevoli del suo tempo.

## Biografia
Nato da una famiglia di facoltosi proprietari terrieri emigrati dalla Lombardia, di lontana origine spagnola, Nava si trasferì a Roma nei primi anni del Novecento e successivamente viaggiò molto, tornando in Argentina, percorrendo l'Europa e soggiornando anche in Francia dove partecipò a numerose mostre collettive e personali.
Nel 1912 sposa la pittrice e designer italiana Emilia Zampetti Nava.
Nel 1915, grazie ad un'esposizione organizzata nei Salones del Retiro a Buenos Aires, Héctor Nava ottenne un ottimo riconoscimento sia dalla critica che dalla stampa, le opere proposte raffigurano paesaggi del Veneto, del Porto di Buenos Aires e dei suoi dintorni.Raggiunta la celebrità, venne chiamato all'Academia Nacional de Belles Artes de Buenos Aires, dove insegnò sino al 1917, anno del suo ritorno in Europa.
Nel 1920, inaugura una mostra personale a Roma, nella Galleria Bragaglia. La Casa d'Arte di Anton Giulio Bragaglia, il celebre organizzatore culturale, regista, critico cinematografico e saggista, era nata infatti due anni prima in Via Condotti e aveva esordito con una personale di Giacomo Balla cui seguirono nel ‘19, Giorgio De Chirico e Mario Sironi; nel 1920, lo stesso anno di Nava, avevano esposto Julius Evola e i dadaisti, Gustav Klimt ed Egon Schiele.
Tra il 1920 e il 1923, Nava soggiorna in Sardegna, visita e ritrae molti paesi (Alghero, Porto Torres, Olbia, Osilo, Orosei e Nuoro) realizzando una cinquantina di opere: di queste, una parte è rimasta in Argentina, a Buenos Aires, e in altri musei Nord americani. È assai probabile, al riguardo, che Nava abbia conosciuto e apprezzato la pittura di maestri sardi del tempo come Antonio Ballero e Giuseppe Biasi. Anzi si può ipotizzare che il suo referente in Sardegna fosse proprio Antonio Ballero che aveva stretti contatti con il pittore spagnolo Ortiz Echague, che aveva soggiornato a lungo ad Atzara nel decennio precedente, e con l'altro pittore argentino Cesareo Bernaldo de Quiros, il vero responsabile della venuta di Nava in Sardegna.
Il pittore, in compagnia della moglie, viaggerà in quasi tutta l'Europa, da Parigi a San Pietroburgo, da Roma a Venezia, dove ritrarrà spesso i canali pieni di vita della vicina Chioggia.
Dopo un periodo di riflessione, che coincide con una voluta interruzione dell'attività, riprende a esporre in Argentina all'inizio degli anni Trenta. Quest'ultima fase si caratterizza soprattutto per i temi legati alle città e ai porti.
Muore a Roma nel 1940.

## Stile e opere

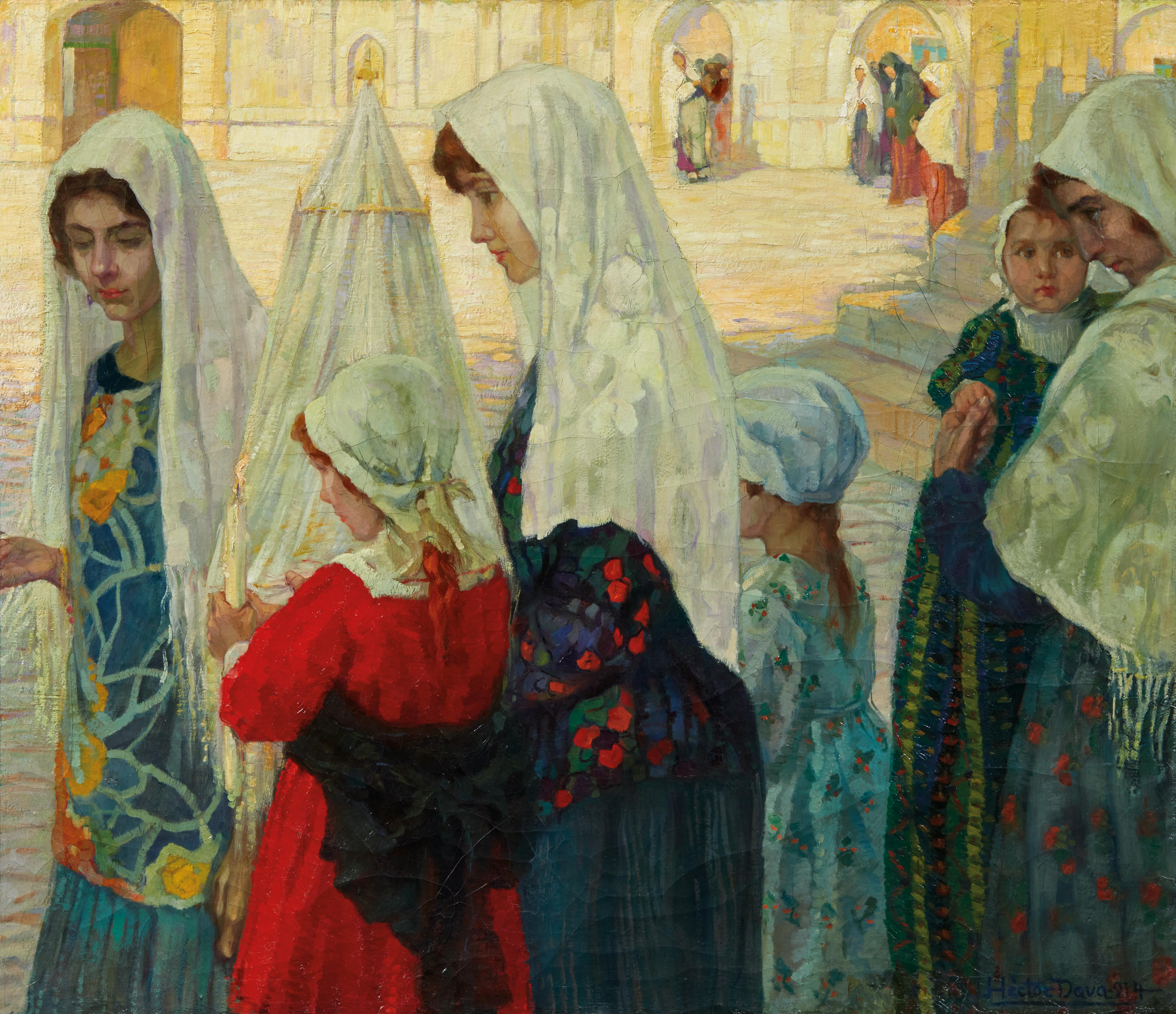
Hector Nava: Processione, 1914

Per i suoi olii, intensi e materici, predilige spesso supporti lignei, anche di grandi dimensioni, o tele;i suoi soggetti si alternano tra bucolici paesaggi spesso con nudi di donna, a suggestivi primi piani di personaggi ripresi davanti a bistrot parigini piuttosto che porti di città, figure femminili affacciate a finestre piuttosto che scene di famiglia in interno.
Diverse mostre retrospettive sono state organizzate dopo la sua scomparsa, tra le più importanti possiamo citare quella del 1973 al Palazzo Braschi, a Roma, e quella presso l'ex Collegio Gesuitico del Canopoleno a Sassari, in occasione della Settimana della Cultura 2006 con il Patrocinio dell'Istituto Italo-Latino Americano (IILA).
In maniera alquanto anomala per un pittore di tale importanza, gran parte della sua opera, congiuntamente a quella della moglie, Emilia Zampetti Nava, rimarrà di proprietà degli eredi per decenni prima di essere messa parzialmente in vendita presso la Casa D'Aste "Babuino" in Roma a partire dai primi mesi del 2009.